# Pertoltice pod Ralskem
Pertoltice pod Ralskem (německy Barzdorf am Rollberge) jsou obec v okrese Česká Lípa v Libereckém kraji. Žije zde 435 obyvatel.

## Historie
Vesnice ležící jeden kilometr severně od Mimoně. Podle tvaru svého osídlení, podél cesty a Panenského potoka, i podle svého historického jména, se jedná o osadu kolonizační patrně založenou ve druhé polovině 13. století. První písemná zmínka o vesnici pochází z roku 1359. V listině z roku 1387 je uveden název Pertoldi villa, jde o podobu jména lokátora osady, který sem přivedl osadníky – Berthold.
Historiky byl vysloven předpoklad, že vsi Pertoltice, Postřelná, Grunov, Brniště a Lilant (Noviny pod Ralskem) patřily k nejstaršímu příslušenství hradu Vartenberk již v době, kdy jeho držitelem byl Jan z Vartenberka († 1316). Při prodeji panství Bartoloměji Hyršpergárovi z Königsheimu v roce 1504 byl proveden jeho podrobný popis a díky němu existuje první zpráva o obci Pertoltice pod Ralskem. Zápis byl přenesen v roce 1543 do obnovených zemských desek.
Po druhé světové válce byl v Pertolticích pod Ralskem MNV. Z historie je ještě jedna zajímavá zmínka k názvu obce, neboť ve vyhlášce z 3. listopadu 1911 č. 79/1911 z.z. byl publikován výnos ministerstva vnitra z 22. listopadu 1911 č. 35, jímž se povoluje změna německého názvu Pertoltice (Barzdorf) na Barzdof am Rollberge. Český název byl zachován.

## Obyvatelstvo
| Rok            | 1869 | 1880 | 1890 | 1900 | 1910 | 1921 | 1930 | 1950 | 1961 | 1970 | 1980 | 1991 | 2001 | 2011 | 2021 |
| -------------- | ---- | ---- | ---- | ---- | ---- | ---- | ---- | ---- | ---- | ---- | ---- | ---- | ---- | ---- | ---- |
| Počet obyvatel | 713  | 715  | 690  | 737  | 792  | 782  | 809  | 472  | 534  | 503  | 389  | 262  | 297  | 368  | 417  |
| Počet domů     | 126  | 132  | 137  | 140  | 151  | 155  | 163  | 124  | 111  | 110  | 98   | 92   | 100  | 115  | 130  |

## Obecní správa
V novodobé historii jsou Pertoltice pod Ralskem samostatné, a to od výsledku komunálních voleb ze dne 1. července 1990, kdy bylo prvně zvoleno zastupitelstvo. Předtím byly Pertoltice pod Ralskem součástí Mimoně na základě rozhodnutí rady ONV ze dne 15. dubna 1960 s platností od 12. června 1960.

### Obecní symboly
Znak a vlajka byly obci uděleny rozhodnutím předsedy Poslanecké sněmovny Parlamentu České republiky dne 18. června 2003.

## Pamětihodnosti
- Sloup se sochou Panny Marie Immaculaty je památkově chráněný[8] a je situován u staré poutní cesty z Pertoltic do Mimoně. Na pravidelné nízké základové profilované patce je situovaný pravidelný kvádrovitý sokl s profilovanou římsou a pravidelným abakem, na kterém je osazen relativně štíhlý zužující se sloup dórského typu s kruhovým plintem ve spodní části a pravidelnou profilovanou hlavicí na vrcholu. Na sloupu byla původně osazena soška Panny Marie – Immaculaty (po autonehodě uschována na farnosti v Mimoni). Na čelní straně hranolovitého soklu je nápisové pole s částečně poškozeným tesaným nápisem (chronogramem) v latině: PraepotentI CoeLIterrae Ve DoMInae es perpetVVs fonon et gLorIae. Na zadní straně hranolovitého soklu je nápisové pole s částečně poškozeným tesaným nápisem (chronogramem) v latině: MIChaeL VLLrICh pIé obIItet abIIt hoCaCCeptae patrIa reLIqVIt. Datace dle chronogamu 1720.
- Kaple svatého Prokopa postavená v novogotickém slohu v letech 1907 až 1908.[9]Bývá označovaná jako kostel. Pertoltice farně spadají do římskokatolické farnosti Mimoň.

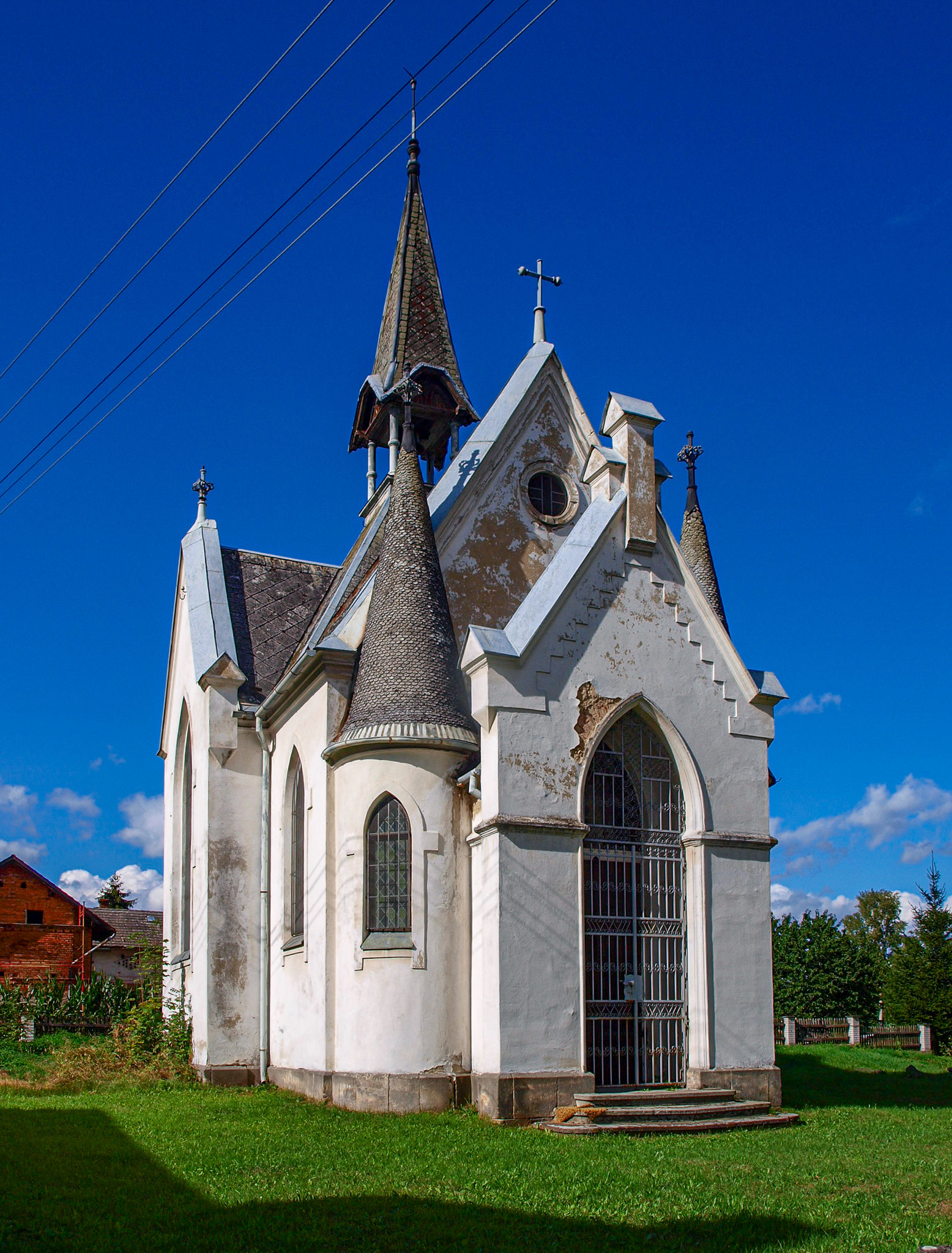
Kaple svatého Prokopa

- Kaple svatého ProkopaAž do roku 1908 obec neměla vlastní církevní zařízení. Plán stavby zpracoval stavitel Max Wieden z Mimoně, byla vybrána parcela a započata stavba v červenci 1907. Roku 1908 17. listopadu byla v Pertolticích pod Ralskem vysvěcena obecní kaple okresním vikářem J. Tschőrchem z Jablonného v Podještědí (kolaudace proběhla 12. října 1908). Kaple byla postavena v čistě gotickém slohu. Stavební náklady byly vyčísleny přibližně na tehdejších 13 000 korun, bez interního vybavení. Náklady byly uhrazeny dobročinnými dary a z výtěžku obecního kostelního stavebního fondu, zřízeného roku 1850. Hraběnka J. Hartigová z Mimoně přispěla vzácným darem mešního roucha, které vlastnoručně zhotovila, dřevořezbář Josef Kinderman z Frýdlantu zhotovil pseudogotický oltář. Na kruchtu bylo umístěno harmonium. Zvon na kapli je z původně radnice, odkud byl přestěhován. K oslavám 60. výročí nástupu Františka Josefa I. na trůn se na Strážném vrchu uspořádal ohňostroj – střílelo se z hmoždířů, žáci místní školy vysazovali jubilejní bílé hlohy a kaple byla přejmenována na „kapli jubilea císaře Františka Josefa“, a to na základě výnosu c. k. ministerstva pro kulturu a školství ze dne 8. ledna 1909. V současné době má název kaple sv. Prokopa. Po roce 1948 byla kaple uzavřena a chátrala. Po osamostatnění obce od Mimoně po komunálních volbách z 24. listopadu 1990 se nově vzniklé zastupitelstvo včetně rodáků žijících v Německu zasloužilo o zrenovování kaple.[10]
- Památník obětem druhé světové války. Památník stojí u kaple svatého Prokopa a byl původně věnován obětem první světové války 1914–1918 a do současné podoby byl upraven po druhé světové válce.
- Jubilejní sloup Františka Josefa I. V roce 1908 byl zřízen na návsi u kaple „jubilejní základ“, na kterém byl místními spolky 2. prosince 1908 vztyčen čedičový „jubilejní sloup“ s nápisem „František Josef I. 1848–1908“. V roce 1908 totiž v celé monarchii probíhaly oslavy 60. výročí panování císaře Františka Josefa I.
- Císařský dub. V roce 1898 byl vsazen spolky těsně u okresní silnice „císařský dub“ s nápisem „František Josef I. 1848–1898“.
- Lípa v Pertolticích – památný strom (lípa velkolistá) při průjezdní silnici v severní části obce (přibližné souř. 50°40′57″ s. š., 14°43′11″ v. d.)
- Kopec Strážný vrch (Wacheberg, 362 metrů) nese své pojmenování z doby pruské války v 18. století. V létě roku 1757 po dobu 14 dnů na vrchu a v okolí tábořilo na 90 tisíc rakouských vojáků pod velením polního maršála Karla Lotrinského (Karl von Lothringen) a odtud pak vojska pochodovala k Žitavě. V srpnu 1778 zde mělo tábořiště včetně okopů vedení oddílu pruského vládního vojska, které navštívil sám císař Josef II. Vrch je tvořen silně zvětralým čedičem. Na úpatí býval pískovcový lom, ve kterém byly roku 1896 nalezeny dva mamutí zuby. Na vrchu bylo radiolokační stanoviště. Podle dostupných informací mohla radiotechnická hláska (dále RTH) v uvedené lokalitě vzniknout v roce 1954, přičemž byla součástí 158. radiotechnického pluku (původně 158. hlásného pluku). V roce 1961 došlo k reorganizaci příslušných jednotek a hláska na kótě 362 m byla označována jako 302. RTH Mimoň (též Hradčany) byla podřízena 51. radiotechnickému pluku Chomutov (později Lažany). V roce 1968 byl v souvislosti s převzetím VVP Mimoň sovětskými vojáky provoz RTH příslušníky ČSLA ukončen. Písemnosti 158. radiotechnického pluku z let 1956–1961 jsou včleněny do písemností 51. radiotechnického pluku (archivní fond 613, poslední název 51. skupina radiolokačního průzkumu a uvědomování), který je uložen ve VÚA – Správním archivu AČR v Olomouci (náměstí Republiky 4, 771 01 Olomouc). Fond o rozsahu 76 kartonů z období let 1956–1994 je doposud archivně nezpracován.

## Doprava a turistika

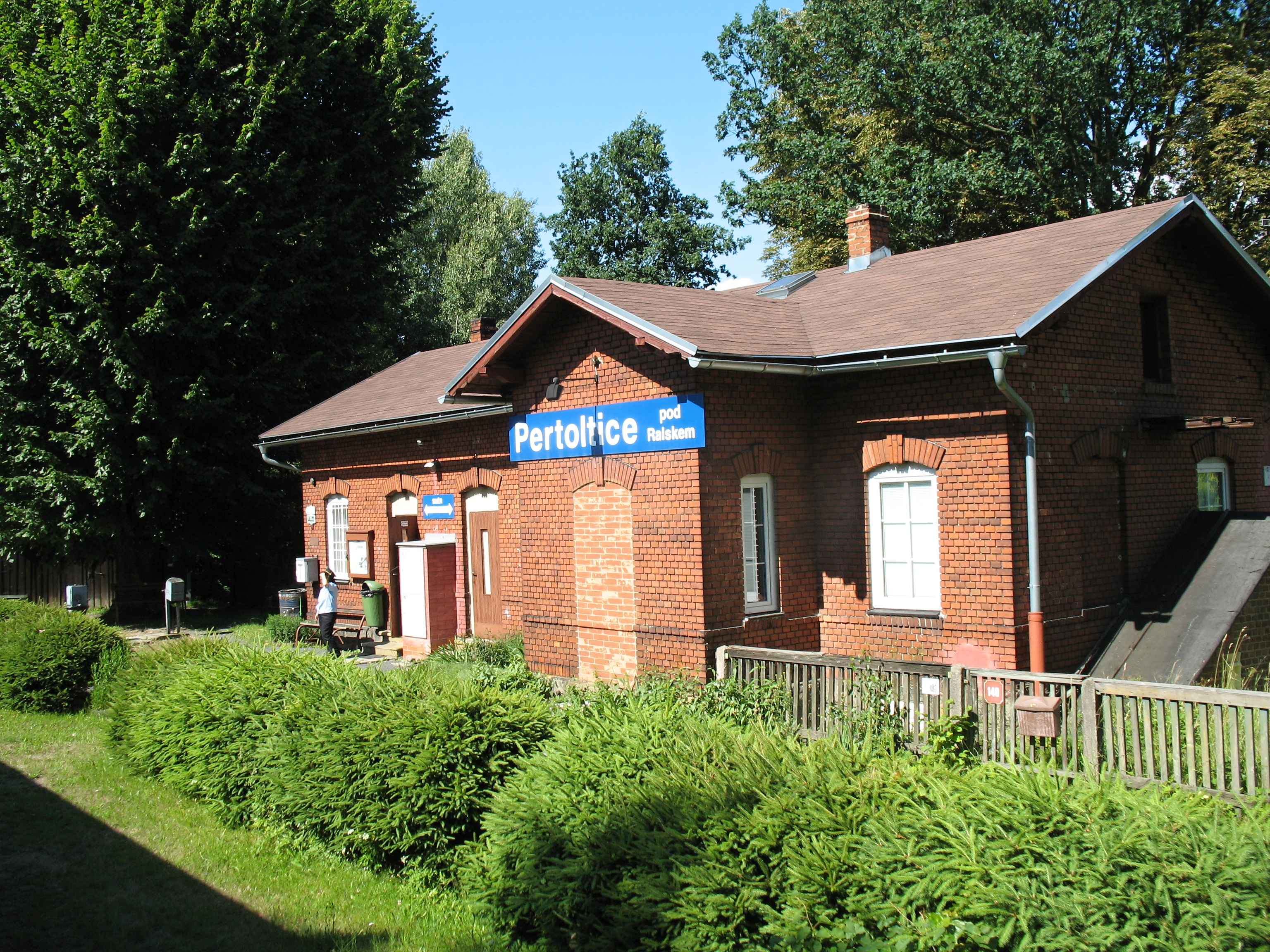
Železniční zastávka Pertoltice

Ve vzdálenosti tři kilometry jižně leží střed města Mimoň, nicméně rozptýlené osídlení obou obcí při Panenském potoce se dotýká. Zhruba dvanáct kilometrů západně je město Česká Lípa.
Obcí po východní straně prochází železniční trať z Liberce do České Lípy a je zde i železniční zastávka. Přes obec vede silnice z Brniště (na severu) do Mimoně (na jih) a souběžně po okraji obce vede silnice II/270 z Mimoně do Stráže pod Ralskem.
Od Vranovských skal a obce Srní Potok do Pertoltic přes most Ploučnici vede žlutě značená turistická trasa. Ploučnice, Panenský potok a okolí Strážného vrchu je vedeno jako Evropsky významná lokalita Horní Ploučnice.

## Spolky
Ve vsi funguje vodácký spolek, rybářský spolek, Myslivecký spolek Svornost Pertoltice a fotbalový klub - FK Pertoltice z.s. Jeho tým mužů skončil v sezóně 2011/2012 na posledním místě tabulky III. třídy okresní soutěže.

## Zajímavost
V roce 2023 se stal dominantou pražských vánočních trhů na Staroměstském náměstí 24 metrů vysoký smrk, který rostl 56 let na soukromém pozemku v Pertolticích pod Ralskem. Smrk, který byl vybrán ze čtyř desítek tipů v soutěži Hledá ze strom, vyhlašované pořadatelem trhů, byl pokácen 25. listopadu a slavnostně rozsvícen v den zahájení trhů 2. prosince 2023.

## Galerie

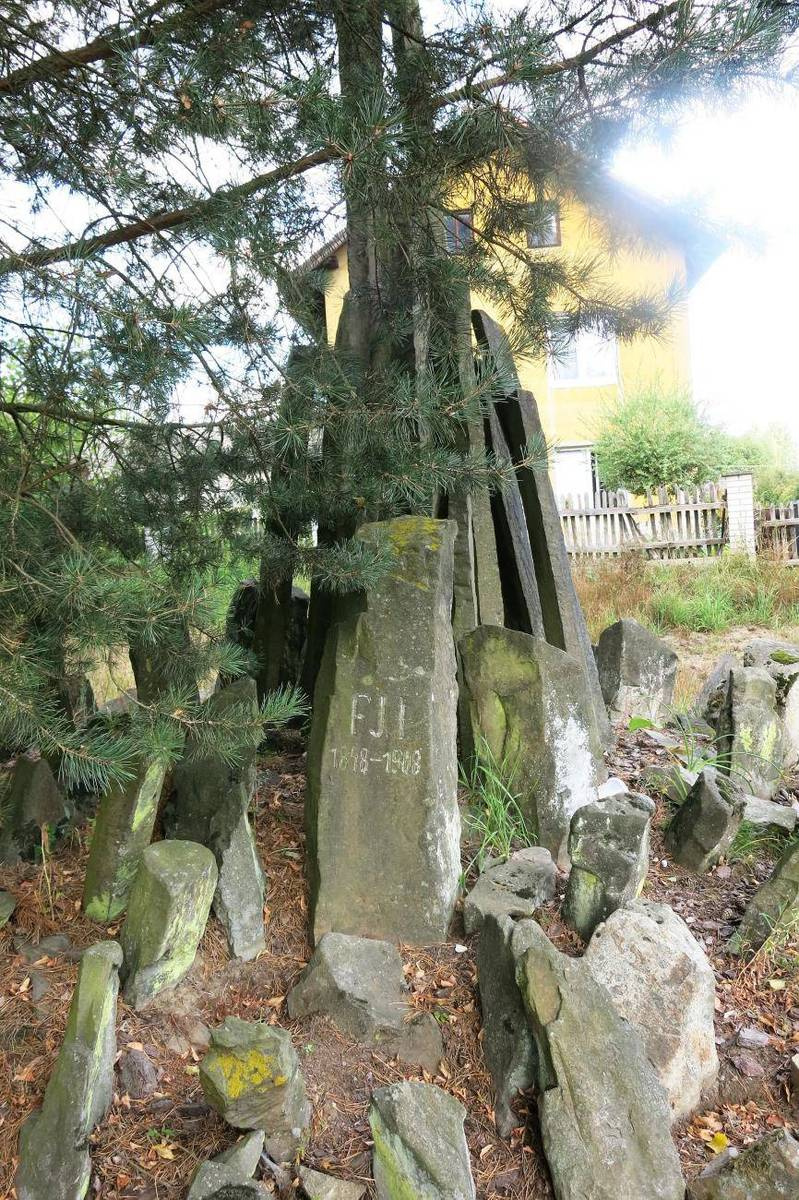
Jubilejní pomník Františka Josefa I.
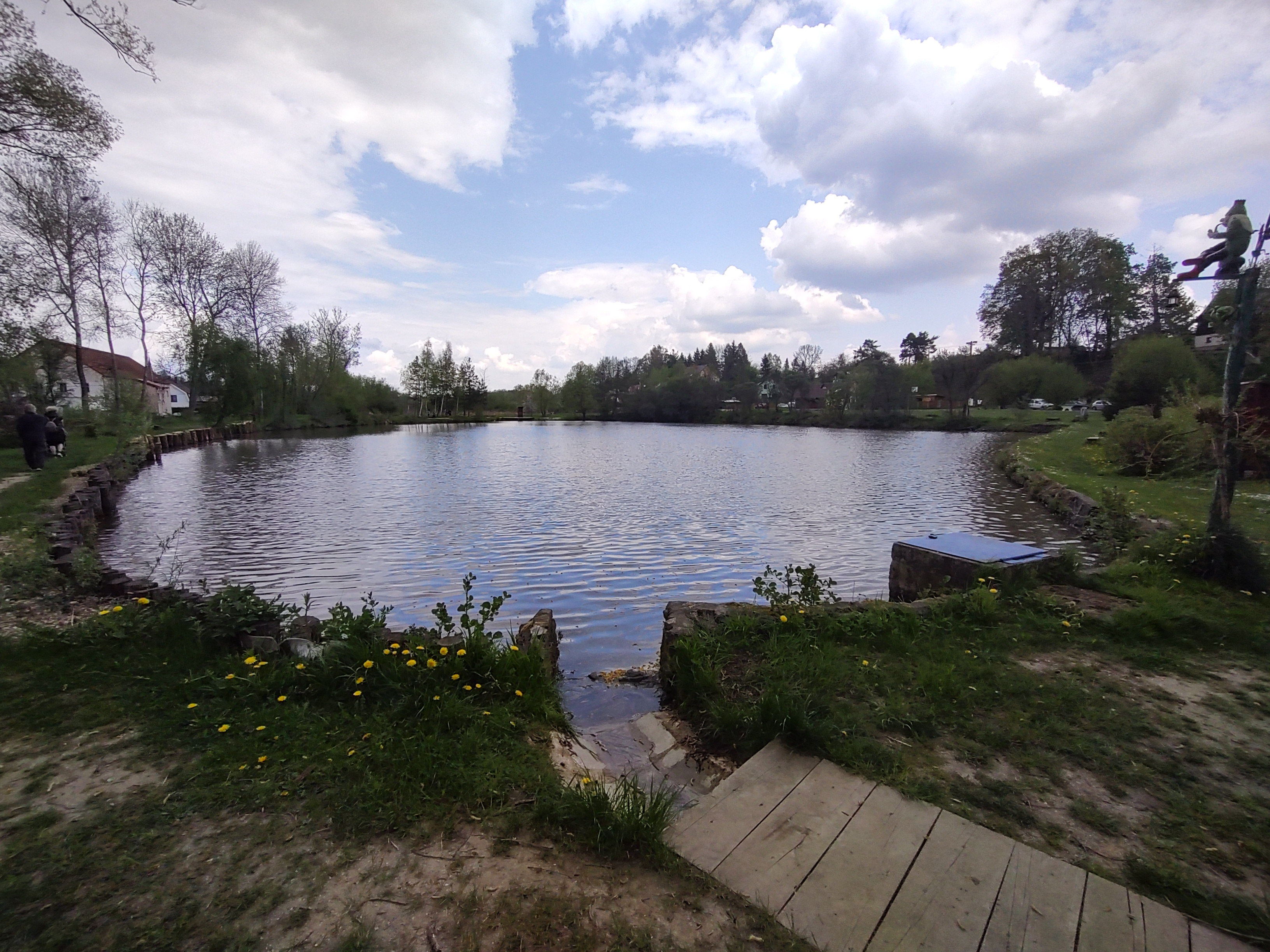
Rybník Pohoda
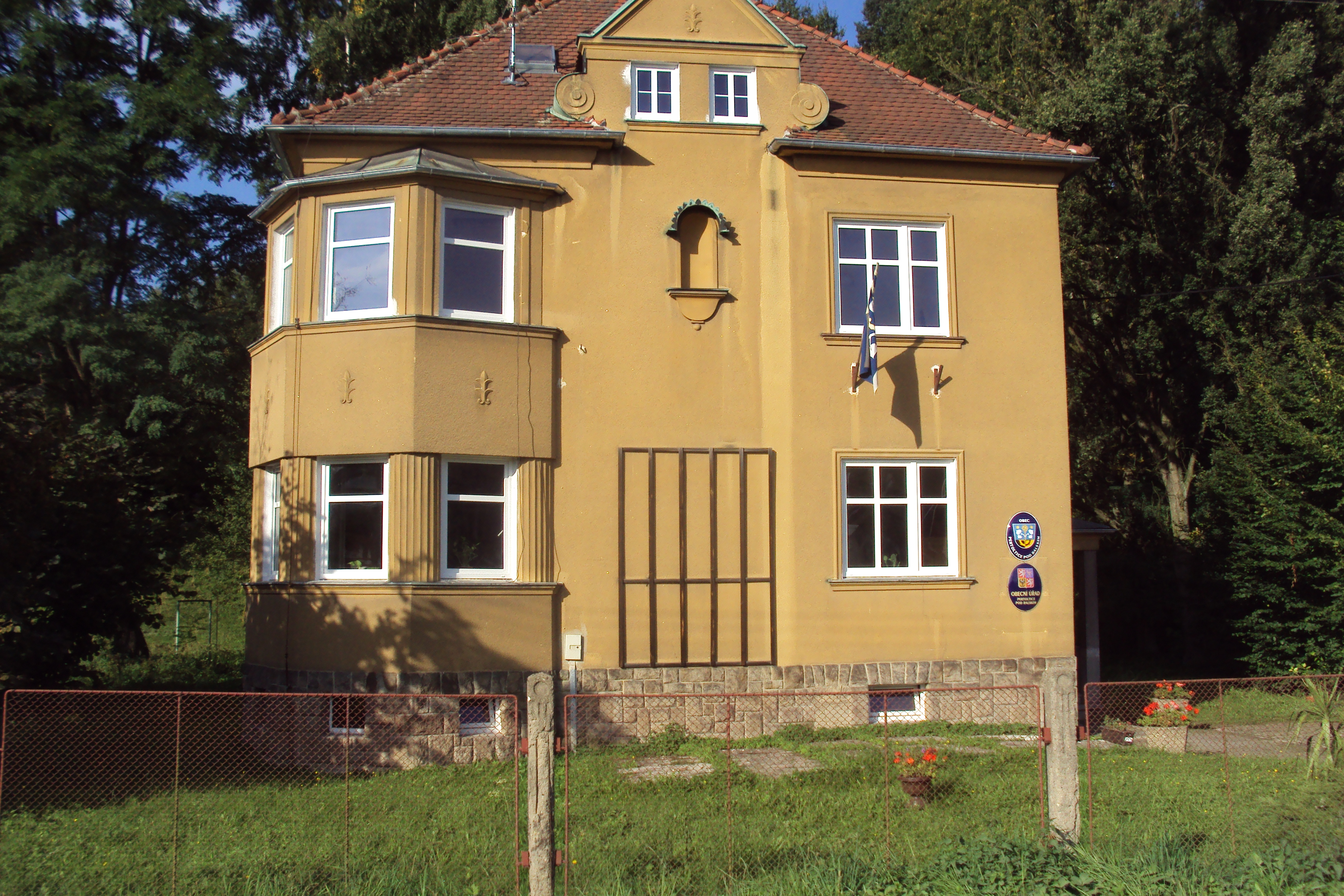
Sídlo obecního úřadu
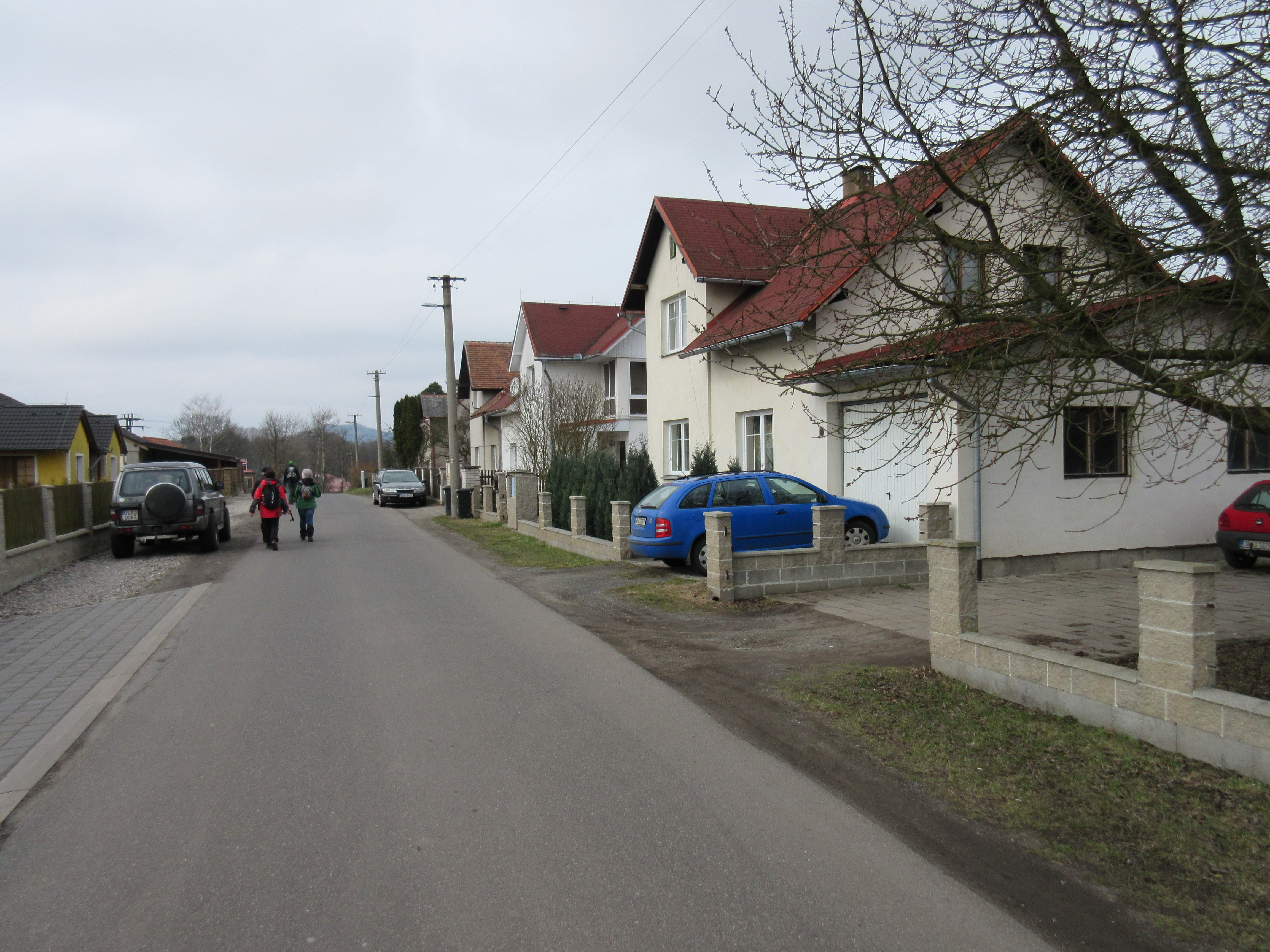
Ulice v obci
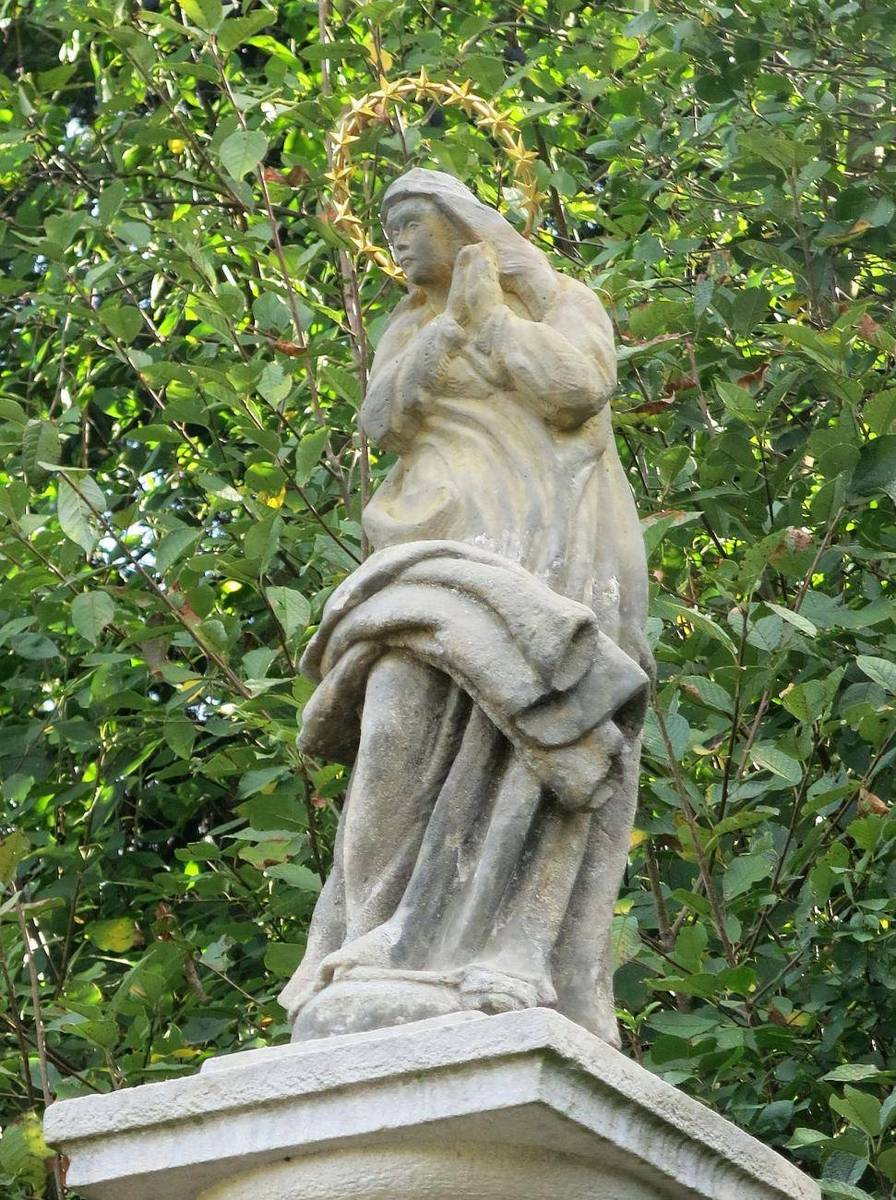
Mariánský sloup